# Persone di nome Alejandro/Calciatori
| Questa pagina contiene informazioni ricavate automaticamente dalle voci biografiche con l'ausilio del template Bio e di un bot. L'aggiornamento è periodico e automatico e ricostruisce completamente la pagina. Se manca una persona in questa lista, sei pregato di non aggiungerla, ma accertati piuttosto che la sua voce biografica contenga il template Bio e che i dati anagrafici siano correttamente compilati. Se il template Bio manca, inseriscilo tu stesso o, in alternativa, metti l'avviso {{tmp\|Bio}} che ne segnala la mancanza. Se i dati riportati sono sbagliati, correggi direttamente la voce biografica; le modifiche saranno visibili in questa lista entro pochi giorni. Per chiarimenti vedi il progetto antroponimi. La lista contiene solo le 134 persone che sono citate nell'enciclopedia e per le quali è stato implementato correttamente il template Bio. Pagina aggiornata al 6 ago 2025. |

Questa è una lista di persone presenti nell'enciclopedia che hanno il nome Alejandro e sono calciatori.

## A(10)
- Rafael Acosta, ex calciatore uruguaiano (Maldonado, n. 1990)
- Alejandro Aguilar, ex calciatore costaricano (Alajuela, n. 1990)
- Alejandro Alfaro, ex calciatore spagnolo (La Palma del Condado, n. 1986)
- Alejandro Alonso, ex calciatore argentino (Buenos Aires, n. 1982)
- Alejandro Alpízar, ex calciatore e ex giocatore di calcio a 5 costaricano (San José, n. 1979)
- Alejandro Altuna, calciatore argentino (Laborde, n. 1992)
- Alejandro Alvarado, calciatore statunitense (Los Angeles, n. 2003)
- Alejandro Andrade, calciatore messicano (Aguascalientes, n. 2001)
- Alejandro Arribas, calciatore spagnolo (Madrid, n. 1989)
- Alejandro Artunduaga, calciatore colombiano (Pitalito, n. 1997)

## B(12)
- Álex Baena, calciatore spagnolo (Roquetas de Mar, n. 2001)
- Álex Balboa, calciatore spagnolo (Vitoria, n. 2001)
- Alejandro Balde, calciatore spagnolo (Barcellona, n. 2003)
- Alejandro Barbaro, calciatore argentino (Buenos Aires, n. 1992)
- Alejandro Barbudo Lorenzo, calciatore spagnolo (Leganés, n. 2001)
- Alejandro Barrera García, calciatore spagnolo (Oviedo, n. 1991)
- Alejandro Bedoya, calciatore statunitense (Miami, n. 1987)
- Alejandro Berenguer, calciatore spagnolo (Barañain, n. 1995)
- Álex Bergantiños, ex calciatore spagnolo (La Coruña, n. 1985)
- Álex Bermejo, calciatore spagnolo (Barcellona, n. 1998)
- Álex Blanco, calciatore spagnolo (Benidorm, n. 1998)
- Alejandro Bran, calciatore costaricano (San José, n. 2001)

## C(20)
- Alejandro Cabeza, calciatore ecuadoriano (Esmeraldas, n. 1997)
- Ariel Cabral, ex calciatore argentino (Buenos Aires, n. 1987)
- Alejandro Cabrera, calciatore argentino (Los Cóndores, n. 1992)
- Álex Calvo, calciatore spagnolo (Cordova, n. 2004)
- Alejandro Camargo, calciatore argentino (Guaymallén, n. 1989)
- Alejandro Campano, ex calciatore spagnolo (Siviglia, n. 1978)
- Alejandro Cantero, calciatore spagnolo (Madrid, n. 2000)
- Alejandro Capurro, ex calciatore argentino (San Lorenzo, n. 1980)
- Álex Carbonell, calciatore spagnolo (Sant Cugat del Vallès, n. 1997)
- Alejandro Carrasco, ex calciatore cileno (Santiago del Cile, n. 1978)
- Alejandro Castro, ex calciatore messicano (Città del Messico, n. 1987)
- Alejandro Catena, calciatore spagnolo (Madrid, n. 1994)
- Álex Centelles, calciatore spagnolo (Valencia, n. 1999)
- Arturo Chiappe, calciatore argentino (Buenos Aires, n. 1889 - Ensenada, † 1952)
- Alejandro Chumacero, calciatore boliviano (La Paz, n. 1991)
- Alejandro Cichero, ex calciatore venezuelano (Caracas, n. 1977)
- Alejandro Contreras, calciatore cileno (Santiago del Cile, n. 1993)
- Alejandro Correa, ex calciatore uruguaiano (Montevideo, n. 1979)
- Álex Cruz, calciatore spagnolo (Mogán, n. 1990)
- Alejandro Curbelo, ex calciatore uruguaiano (Montevideo, n. 1973)

## D(11)
- Alejandro Da Silva, ex calciatore paraguaiano (Asunción, n. 1982)
- Alejandro Della Nave, ex calciatore uruguaiano (Montevideo, n. 1998)
- Alejandro Delorte, ex calciatore argentino (Cabildo, n. 1978)
- Alejandro de los Santos, calciatore argentino (Paraná, n. 1902 - † 1982)
- Alejandro Demaría, calciatore brasiliano (Votorantim, n. 1904 - Santos, † 1968)
- Alejandro Damián Domínguez, ex calciatore argentino (Lanús, n. 1981)
- Alejandro Domínguez Escoto, ex calciatore messicano (n. 1961)
- Alejandro Donatti, calciatore argentino (Rafaela, n. 1986)
- Alejandro Duarte, calciatore tedesco (Monaco di Baviera, n. 1994)
- Alejandro Díaz Liceága, calciatore messicano (Città del Messico, n. 1996)
- Álex Díez, calciatore spagnolo (Cáceres, n. 1996)

## E(1)
- Alejandro Escalona, ex calciatore cileno (Santiago del Cile, n. 1979)

## F(9)
- Alejandro Farías, ex calciatore argentino (Buenos Aires, n. 1970)
- Alejandro Faurlín, ex calciatore argentino (Rosario, n. 1986)
- Álex Felip, calciatore spagnolo (Castellón de la Plana, n. 1992)
- Álex Fernández, calciatore spagnolo (Madrid, n. 1992)
- Alejandro Fiorina, ex calciatore argentino (Rosario, n. 1988)
- Alejandro Francés, calciatore spagnolo (Saragozza, n. 2002)
- Alejandro Frezzotti, calciatore argentino (Monte Buey, n. 1984)
- Alejandro Fuenmayor, calciatore venezuelano (Maracaibo, n. 1996)
- Álex Portillo, calciatore spagnolo (Malaga, n. 1992)

## G(18)
- Alejandro Gaete, calciatore cileno (Santiago del Cile, n. 1986)
- Alejandro Gagliardi, calciatore argentino (Córdoba, n. 1989)
- Alejandro Galindo, calciatore guatemalteco (n. 1992)
- Álex Gallar, calciatore spagnolo (Terrassa, n. 1992)
- Alejandro Gálvez, ex calciatore spagnolo (Granada, n. 1989)
- Alejandro García, calciatore uruguaiano (Montevideo, n. 2000)
- Alejandro Garnacho, calciatore spagnolo (Madrid, n. 2004)
- Alejandro Gavatorta, ex calciatore argentino (Gálvez, n. 1980)
- Alejandro Giglio, calciatore argentino (Buenos Aires, n. 1905)
- Alex Godoy, ex calciatore andorrano (Las Palmas de Gran Canaria, n. 1971)
- Alejandro Gómez, calciatore argentino (Buenos Aires, n. 1988)
- Alejandro González Rojas, ex calciatore costaricano (n. 1955)
- Alejandro González, calciatore uruguaiano (Montevideo, n. 1988)
- Álex Granell, calciatore spagnolo (Gerona, n. 1988)
- Alejandro Grimaldo, calciatore spagnolo (Valencia, n. 1995)
- Alejandro Guerra, ex calciatore venezuelano (Caracas, n. 1985)
- Alejandro Guido, calciatore statunitense (San Diego, n. 1994)
- Alejandro Guzmán, ex calciatore peruviano (Chorillos, n. 1941)

## H(2)
- Alejandro Hisis, ex calciatore cileno (Valparaíso, n. 1962)
- Alejandro Hohberg, calciatore peruviano (Lima, n. 1991)

## I(1)
- Alejandro Iturbe, calciatore spagnolo (Madrid, n. 2003)

## J(1)
- Álex Jiménez, calciatore spagnolo (Leganés, n. 2005)

## L(4)
- Alejandro Lanari, ex calciatore argentino (Buenos Aires, n. 1960)
- Álex López, ex calciatore spagnolo (Ferrol, n. 1988)
- Álex López, calciatore spagnolo (Terrassa, n. 1997)
- Álex López, ex calciatore spagnolo (Calafell, n. 1993)

## M(15)
- Alejandro Maciel, calciatore argentino (Eldorado, n. 1997)
- Alejandro Majewski, ex calciatore uruguaiano (n. 1937)
- Alejandro Márquez, calciatore cileno (Loncoche, n. 1991)
- Alejandro Marqués, calciatore venezuelano (Caracas, n. 2000)
- Álex Martínez, calciatore spagnolo (Siviglia, n. 1990)
- Alex Martínez, ex calciatore cileno (n. 1959)
- Alejandro Meleán, calciatore boliviano (Miami, n. 1987)
- Alejandro Melo, calciatore argentino (San Justo, n. 1996)
- Álex Méndez, calciatore spagnolo (Elche, n. 2001)
- Álex Menéndez, calciatore spagnolo (Gijón, n. 1991)
- Álex Millán, calciatore spagnolo (Saragozza, n. 1999)
- Leonel Morales, calciatore boliviano (Coripata, n. 1988)
- Alejandro Moreno, ex calciatore venezuelano (Barquisimeto, n. 1979)
- Álex Mula, calciatore spagnolo (Barcellona, n. 1996)
- Álex Muñoz, calciatore spagnolo (Sant Joan d'Alacant, n. 1994)

## O(1)
- Jandro Orellana, calciatore spagnolo (Gavà, n. 2000)

## P(8)
- Álex Padilla, calciatore messicano (Zarautz, n. 2003)
- Agustín Peña, ex calciatore uruguaiano (Montevideo, n. 1989)
- Álex Pereira, ex calciatore venezuelano (Caracas, n. 1977)
- Alejandro Peñaranda, calciatore colombiano (Jamundí, n. 1993 - Cali, † 2018)
- Alejandro Piedrahita, calciatore colombiano (Cartago, n. 2002)
- Alejandro Pozo, calciatore spagnolo (Huévar del Aljarafe, n. 1999)
- Alejandro Pozuelo, calciatore spagnolo (Siviglia, n. 1991)
- Alejandro Pérez Navarro, ex calciatore spagnolo (Madrid, n. 1991)

## R(7)
- Álex Gorrín, calciatore spagnolo (Santa Cruz de Tenerife, n. 1993)
- Álex Quillo, ex calciatore spagnolo (La Línea de la Concepción, n. 1986)
- Álex Remiro, calciatore spagnolo (Cascante, n. 1995)
- Alejandro Rodríguez, calciatore spagnolo (Terrassa, n. 1991)
- Alejandro Romero, calciatore argentino (Ciudadela, n. 1995)
- Alejandro Ruidiaz, calciatore argentino (Avellaneda, n. 1969 - Avellaneda, † 2006)
- Alejandro Russo, ex calciatore argentino (Ensenada, n. 1968)

## S(9)
- Alejandro Sabella, calciatore e allenatore di calcio argentino (Buenos Aires, n. 1954 - Buenos Aires, † 2020)
- Alejandro Saccone, ex calciatore argentino (Rosario, n. 1974)
- Álex Sancris, calciatore spagnolo (Madrid, n. 1997)
- Alejandro Semenewicz, calciatore argentino (Buenos Aires, n. 1949 - Villa Domínico, † 2024)
- Alejandro Silva, calciatore uruguaiano (Montevideo, n. 1989)
- Álex Sola, calciatore spagnolo (San Sebastián, n. 1999)
- Alejandro Sotillos, calciatore spagnolo (Madrid, n. 1998)
- Alejandro Sánchez, ex calciatore spagnolo (Madrid, n. 1970)
- Alejandro Miguel Sánchez, calciatore argentino (Buenos Aires, n. 1986)

## T(1)
- Tony Taylor, ex calciatore statunitense (Long Beach, n. 1989)

## V(3)
- Jano, ex calciatore spagnolo (Madrid, n. 1986)
- Alejandro Vela, ex calciatore messicano (Cancún, n. 1984)
- Alejandro Vásquez, ex calciatore cileno (Santiago del Cile, n. 1984)

## Z(1)
- Alejandro Zendejas, calciatore statunitense (Ciudad Juárez, n. 1998)